# 巴斯昂巴塞
巴斯昂巴塞（法語：Bas-en-Basset，法語發音：[bas ɑ̃ basɛ]）是法国上卢瓦尔省的一个市镇，位于该省北部偏东，卢瓦尔河右岸，属于伊桑若区。

## 地理
巴斯昂巴塞（45°18'22"N, 4°6'33"E）面积46.76 平方千米，位于法国奥弗涅-罗讷-阿尔卑斯大区上盧瓦爾省，该省份为法国中南部省份，北起多姆山省和卢瓦尔省，西接康塔爾省，南至洛泽尔省，东临阿尔代什省。
与巴斯昂巴塞接壤的市镇（或旧市镇、城区）包括：罗济耶科特多雷克、圣伊莱尔-屈松-拉瓦尔米特、博扎克、拉沙佩勒多雷克、马尔瓦莱特、卢瓦尔河畔莫尼斯特罗勒、蒂朗日、瓦尔普里瓦。
巴斯昂巴塞的时区为UTC+01:00、UTC+02:00（夏令时）。

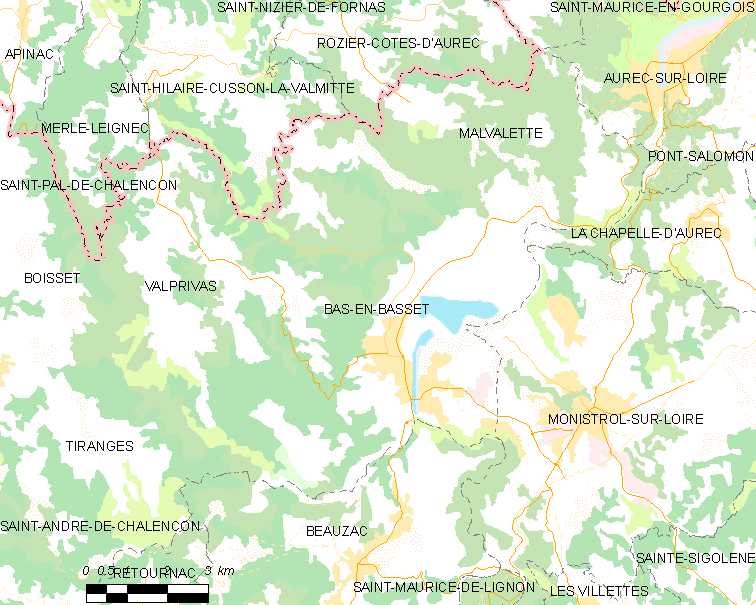
巴斯昂巴塞的OSM定位图

## 行政
巴斯昂巴塞的邮政编码为43210，INSEE市镇编码为43020。

## 政治
巴斯昂巴塞所属的省级选区为巴斯昂巴塞县。

## 交通
上卢瓦尔省省道D12线、D42线、D44线和D46线在境内交汇。巴斯-莫尼斯特罗勒站每天开行前往勒皮和里昂方向的列车。

## 人口

1962-2008年间巴斯昂巴塞人口变化图示

巴斯昂巴塞于2022年1月1日时的人口数量为4631人。

## 友好城市
義大利 法布罗